# Ove Nielsen
Ove Nielsen (Copenaghen, 13 maggio 1919 – Gentofte, 9 febbraio 1977) è stato un cestista e pallamanista danese.

## Carriera
Con la Danimarca disputò tre edizioni dei Campionati europei (1951, 1953, 1955).